# Коста-Меса
Коста-Меса (англ. Costa Mesa) — місто (англ. city) в США, в окрузі Орандж штату Каліфорнія. Населення — 111 918 осіб (2020).

## Географія
Коста-Меса розташована за координатами 33°39′57″ пн. ш. 117°54′44″ зх. д. / 33.66583° пн. ш. 117.91222° зх. д. (33.665905, -117.912336). За даними Бюро перепису населення США в 2010 році місто мало площу 40,66 км², з яких 40,54 км² — суходіл та 0,12 км² — водойми.

### Клімат
| Клімат : Коста-Меса      | Клімат : Коста-Меса | Клімат : Коста-Меса | Клімат : Коста-Меса | Клімат : Коста-Меса | Клімат : Коста-Меса | Клімат : Коста-Меса | Клімат : Коста-Меса | Клімат : Коста-Меса | Клімат : Коста-Меса | Клімат : Коста-Меса | Клімат : Коста-Меса | Клімат : Коста-Меса | Клімат : Коста-Меса |
| Показник                 | Січ.                | Лют.                | Бер.                | Квіт.               | Трав.               | Черв.               | Лип.                | Серп.               | Вер.                | Жовт.               | Лист.               | Груд.               | Рік                 |
| Середній максимум, °C    | 21,1                | 21,1                | 22,2                | 23,3                | 24,4                | 25,6                | 28,3                | 29,4                | 28,9                | 26,7                | 23,3                | 20,6                | 24,6                |
| Середній мінімум, °C     | 8,3                 | 8,9                 | 10,0                | 11,7                | 13,9                | 15,6                | 17,2                | 17,8                | 16,7                | 14,4                | 10,6                | 8,3                 | 12,8                |
| Норма опадів, мм         | 53                  | 68                  | 42                  | 18                  | 3                   | 2                   | 1                   | 1                   | 4                   | 10                  | 24                  | 46                  | 272                 |
| ------------------------ | ------------------- | ------------------- | ------------------- | ------------------- | ------------------- | ------------------- | ------------------- | ------------------- | ------------------- | ------------------- | ------------------- | ------------------- | ------------------- |
| Джерело: Weather Channel |                     |                     |                     |                     |                     |                     |                     |                     |                     |                     |                     |                     |                     |

## Демографія
Згідно з переписом 2010 року, у місті мешкало 109 960 осіб у 39 946 домогосподарствах у складі 23 239 родин. Густота населення становила 2704 особи/км². Було 42120 помешкань (1036/км²).
Расовий склад населення:
| - 68,5 % — білих - 7,9 % — азіатів - 1,5 % — чорних або афроамериканців - 0,6 % — корінних американців - 0,5 % — вихідців з тихоокеанських островів - 16,4 % — осіб інших рас |

До двох чи більше рас належало 4,7 %. Частка іспаномовних становила 35,8 % від усіх жителів.
За віковим діапазоном населення розподілялося таким чином: 21,5 % — особи молодші 18 років, 69,3 % — особи у віці 18—64 років, 9,2 % — особи у віці 65 років та старші. Медіана віку мешканця становила 33,6 року. На 100 осіб жіночої статі у місті припадало 103,7 чоловіків; на 100 жінок у віці від 18 років та старших — 102,7 чоловіків також старших 18 років.
Середній дохід на одне домашнє господарство становив 88 686 доларів США (медіана — 66 459), а середній дохід на одну сім'ю — 97 592 долари (медіана — 75 025). Медіана доходів становила 50 986 доларів для чоловіків та 47 487 доларів для жінок. За межею бідності перебувало 14,5 % осіб, у тому числі 17,7 % дітей у віці до 18 років та 11,6 % осіб у віці 65 років та старших.
Цивільне працевлаштоване населення становило 61 784 особи. Основні галузі зайнятості: науковці, спеціалісти, менеджери — 17,9 %, освіта, охорона здоров'я та соціальна допомога — 16,4 %, мистецтво, розваги та відпочинок — 13,2 %, роздрібна торгівля — 11,0 %.

## Галерея

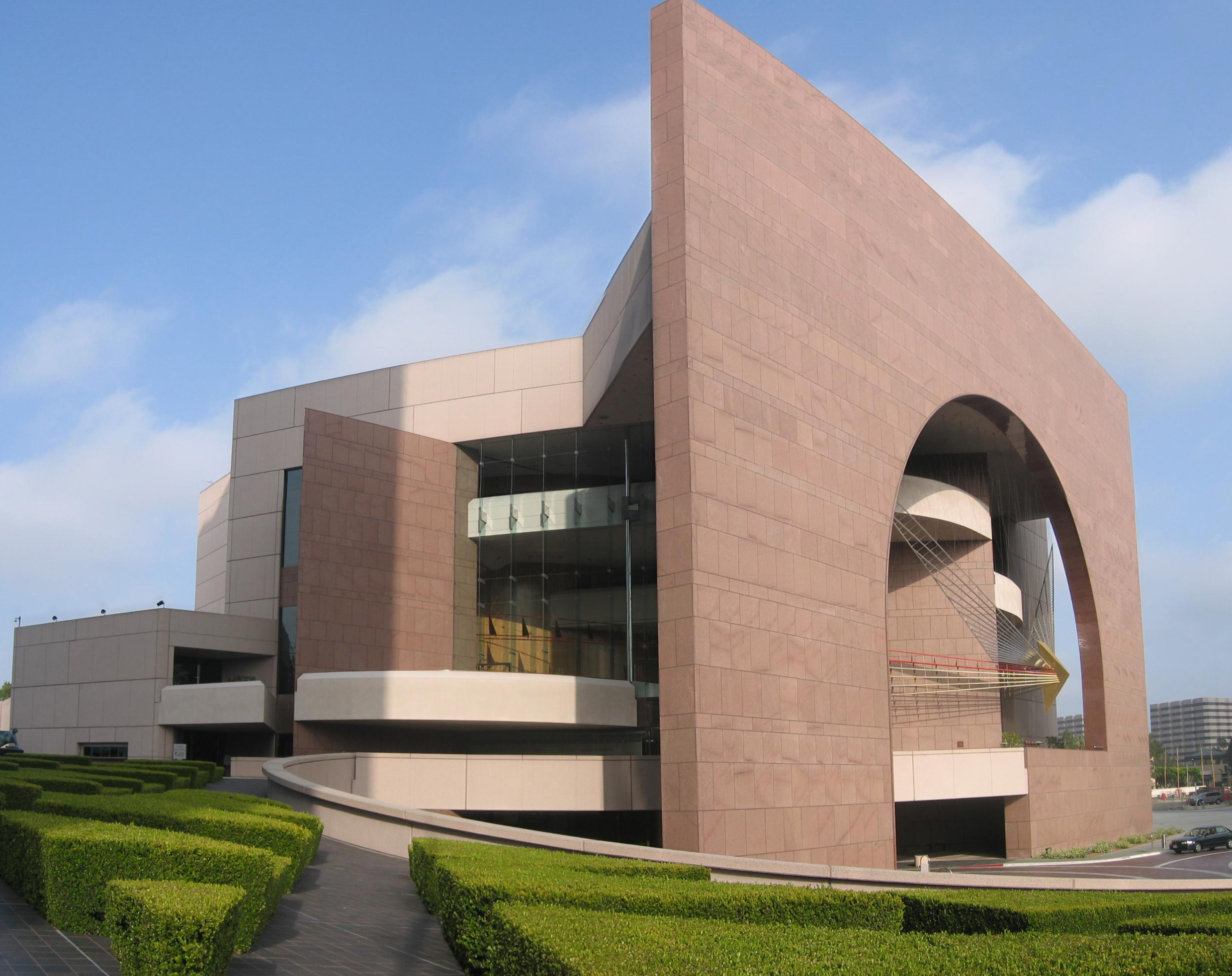
Orange County Performing Arts Center — OCPAC
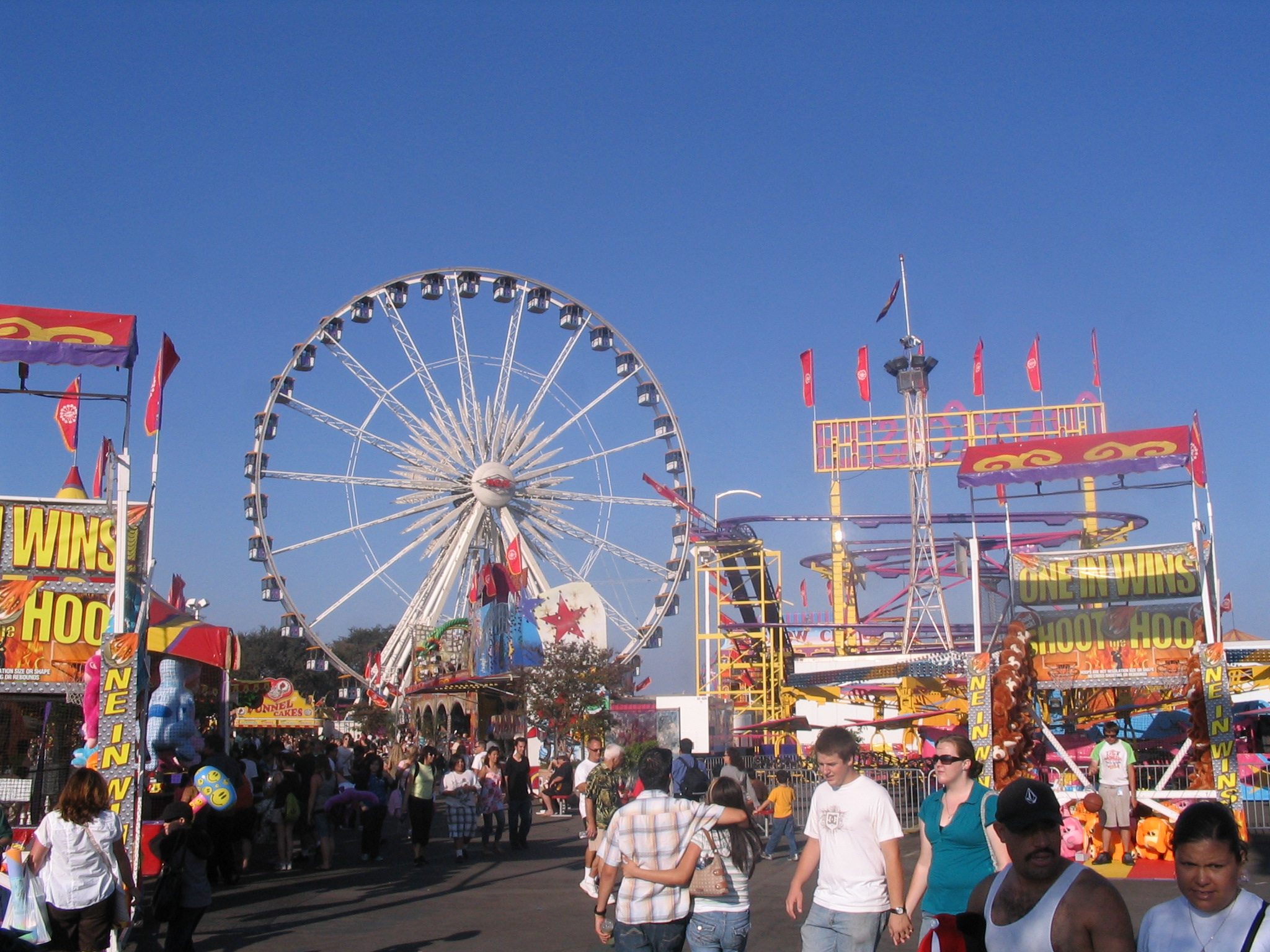
Orange-County-Fair
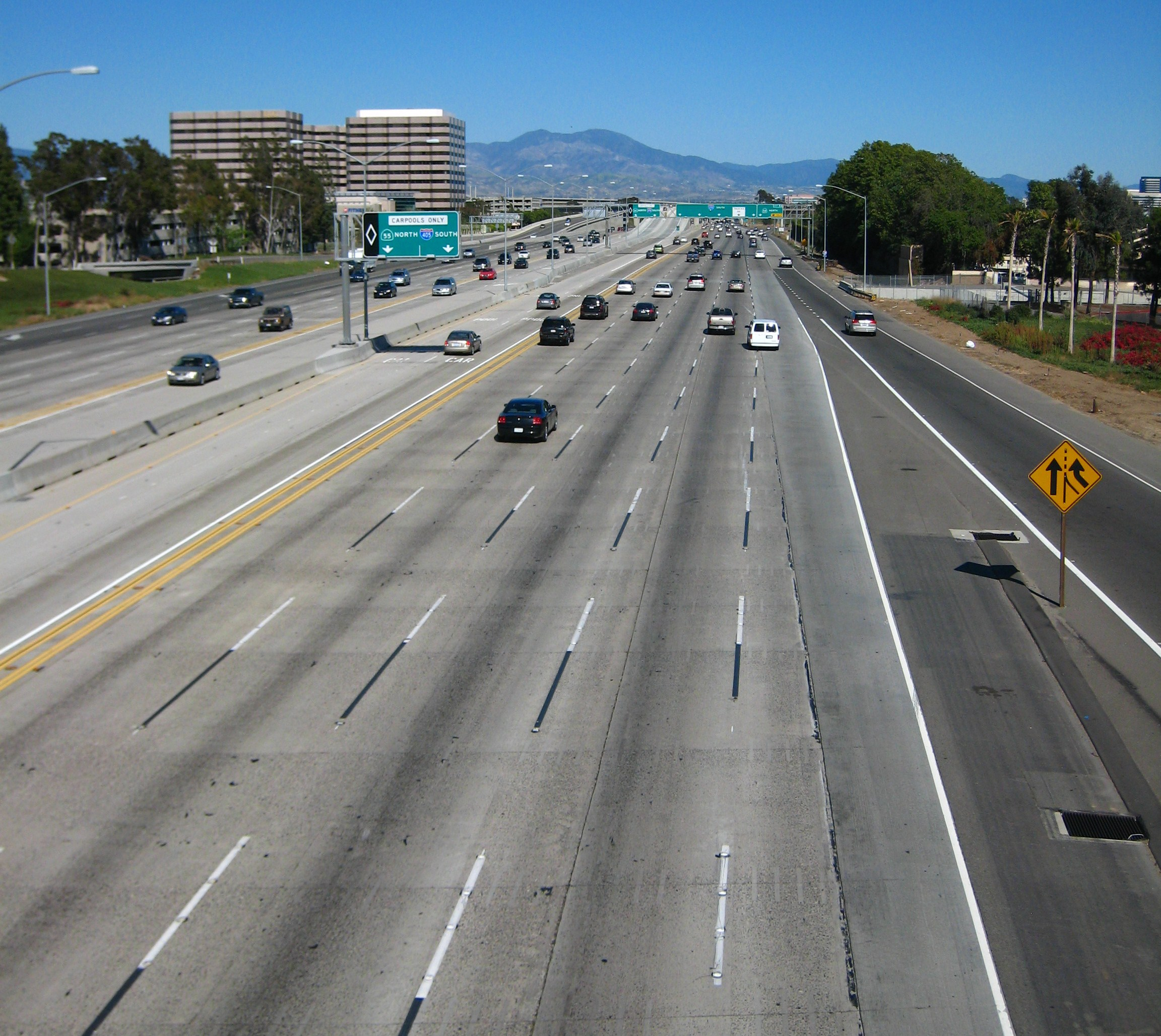
I-405